# Lessac
Lessac är en kommun i departementet Charente i regionen Nouvelle-Aquitaine i västra Frankrike. Kommunen ligger  i kantonen Confolens-Nord som ligger i arrondissementet Confolens. År 2022 hade Lessac 534 invånare.

## Befolkningsutveckling
Antalet invånare i kommunen Lessac
Referens:INSEE